# إيميلي ديفيس
إميلي ديفيس(Emily Davies) أو الاسم الكامل سارة إميلي ديفيس هي ناشطة نسوية (ولدت في ساوثهامبتون، إنجلترا 22 أبريل 1830م وماتت في لندن، إنجلترا يوليو 1921م), عُرفت إميلي بمواقفها الداعمة لحقوق المرأة وخاصة الحق في التصويت والحق في الإلتحاق بالتعليم العالي (الجامعات والكليات).

## نشأتها ومشوارها المهني
هي المولودة الرابعة لجون ديفيس، الذي كان قسيسًا وباحث في الإقتصاد والسياسة. كانت عائلة إميلي من طبقة متوسطي الدخل، تعلموا كل إخوة إميلي في المناهج التعليمية الرسمية ولكنها على عكسهم تعلمت في البيت، عاشت أوائل حياتها في ساوثهامبتون ولكن بعدها انتقلت هي وعائلتها إلى دورهام في عام 1839م حتى موت أبيها عام 1862م لكي تنتقل بعد ذلك للمكوث في لندن. بدأ اهتمام إميلي بحقوق المرأة في دورهام حيث أنشئت مؤسسة التي تدعم توظيف السيدات وبعد انتقالها للمكوث في لندن ازداد تأثيرها واهتمامها في هذا المجال، عُرفت إميلي أيضًا مع ناشطتين أخريين، وهن: باربرا سميث وإليزابيث جاروت بتحرير المرأة. كانت إميلي ديفيس نشيطة جدًا في هذا المجال حيث كانت تقوم بنشر وتحرير عدة مقالات عن حقوق المرأة في مجلات التي تنشر وتدعم هذه الأفكار مثل: صحيفة السيدة الإنجليزية.

## أهدافها وإنجازاتها
كانت من أهداف إميلي ديفيس تحقيق المساواة التامة بين الرجال والنساء بما يخص الشروط للقبول إلى الجامعة، على الرغم من أن ناشطات نسويات مثلها لم يكن لديهن نفس رأيها حيال هذه القضية. أما بخصوص الإنجازات ففي مارس عام 1865م أسست مجموعة مناظرة خاصة بالنساء باسم جمعية كينسينغتون وهدف هذه الجمعية المناداة بحق المرأة في التصويت. كانت إميلي ديفيس إلى جانب ذلك كاتبة ففي عام 1866م نشرت كتابها الأول تحت عنوان التعليم العالي للمرأة والذي به نادت إلى حق المرأة في التعليم العالي وجعلها تعمل في أعمال مهنية، وكتابٌ آخر بعنوان النساء في جامعات إنجلترا وإسكتلندا الذي صُدر عام 1896م وبه أنتقدت الإجراءات التي تفصل بين الرجل والمرأة اكاديميًا في إنجلترا واشادت بجامعات اسكتلندا وويلز لمنحها الألقاب الأكاديمية للرجال والنساء على قدم المساواة. وفي عام 1873م جمعت إميلي ديفيس مع لجنة أنشأتها مالًا يكفي لبناء أول كلية كامبريدج للنساء والتي تُعرف باسم كلية جيرتون.